# Leonardo Ulrich Steiner
Leonardo Ulrich Steiner, OFM (nacido el 6 de noviembre de 1950) es un prelado brasileño de la Iglesia Católica que ha sido arzobispo de Manaus desde 2020.  Miembro de los franciscanos desde 1976 y obispo desde 2005, fue obispo auxiliar de Brasilia de 2011 a 2019.

El cardenal Paulo Evaristo Arns es su primo.

## Biografía
Leonardo Ulrich Steiner nació el 6 de noviembre de 1950 en Forquilhinha, Santa Catarina, Brasil.  Hizo sus votos como miembro de la Orden de los Frailes Menores el 2 de agosto de 1976 y fue ordenado sacerdote el 21 de enero de 1978  por su primo, el cardenal Arns. 
Estudió filosofía y teología en los Franciscanos de Petrópolis.  Obtuvo una licenciatura en filosofía y pedagogía en la Facultad Salesiana de Lorena.  En el Pontificio Ateneo Antonianum de Roma obtuvo la licenciatura y el doctorado en filosofía.  Después de un período como vicepárroco y párroco, fue formador de seminario hasta 1986 y maestro de novicios de 1986 a 1995. 
De 1995 a 2003 fue Catedrático de Filosofía y Secretario del Antonianum.  Al regresar a Brasil en 2003, fue párroco asistente de la Parroquia Buen Jesus en la Arquidiócesis de Curitiba, así como profesor en la Facultad de Filosofía allí. 
El 2 de febrero de 2005, el Papa Juan Pablo II lo nombró obispo prelado de São Félix.   Recibió su consagración episcopal el 16 de abril de manos del cardenal Arns. 
El 21 de septiembre de 2011, el Papa Benedicto XVI lo nombró obispo titular de Tisiduo y obispo auxiliar de Brasilia. 
De mayo de 2011 a mayo de 2019 fue Secretario General de la Conferencia Episcopal de Brasil .
Ante el negacionismo de la Covid del gobierno de Boldonaro, Steiner evitó la confrontación verbal y prefirió dejar que las acciones de la Iglesia sirvieran como respuesta.  Él dijo: 
"Tales cuestiones ideológicas son muy complejas. Pero la iglesia no puede dejar de manifestar sus posiciones.  Al mismo tiempo, mostramos a través de nuestro trabajo lo que creemos que es la verdadera solidaridad. . . . [Los negacionistas] han perdido la sensibilidad hacia su prójimo.  Pero el trabajo que los católicos han estado haciendo en Manaos, llevando consuelo y esperanza a las personas sin hogar, inmigrantes y pobres, es fantástico.  Por eso nuestra voz seguirá siendo escuchada.” 
El 27 de noviembre de 2019, el Papa Francisco lo nombró arzobispo de Manaus.   Fue instalado allí el 31 de enero de 2020.
En abril de 2022, Steiner fue nombrado presidente de la Comisión Episcopal Especial para la Amazonía.  También es vicepresidente de la Conferencia Eclesial de la Región Amazónica (CEAMA).

## Cardenalato
Fue creado cardenal por el papa Francisco en el Consistorio celebrado el 27 de agosto de 2022, asignándole el Título de San Leonardo de Porto Maurizio en Acilia.
El 7 de octubre de 2022 fue nombrado miembro del Dicasterio para los Institutos de Vida Consagrada y las Sociedades de Vida Apostólica.